# Hermanniella incondita
Hermanniella incondita är en kvalsterart som beskrevs av Pérez-Íñigo 1987. Hermanniella incondita ingår i släktet Hermanniella och familjen Hermanniellidae. Inga underarter finns listade i Catalogue of Life.